# 亨利-加蒂安·贝特朗

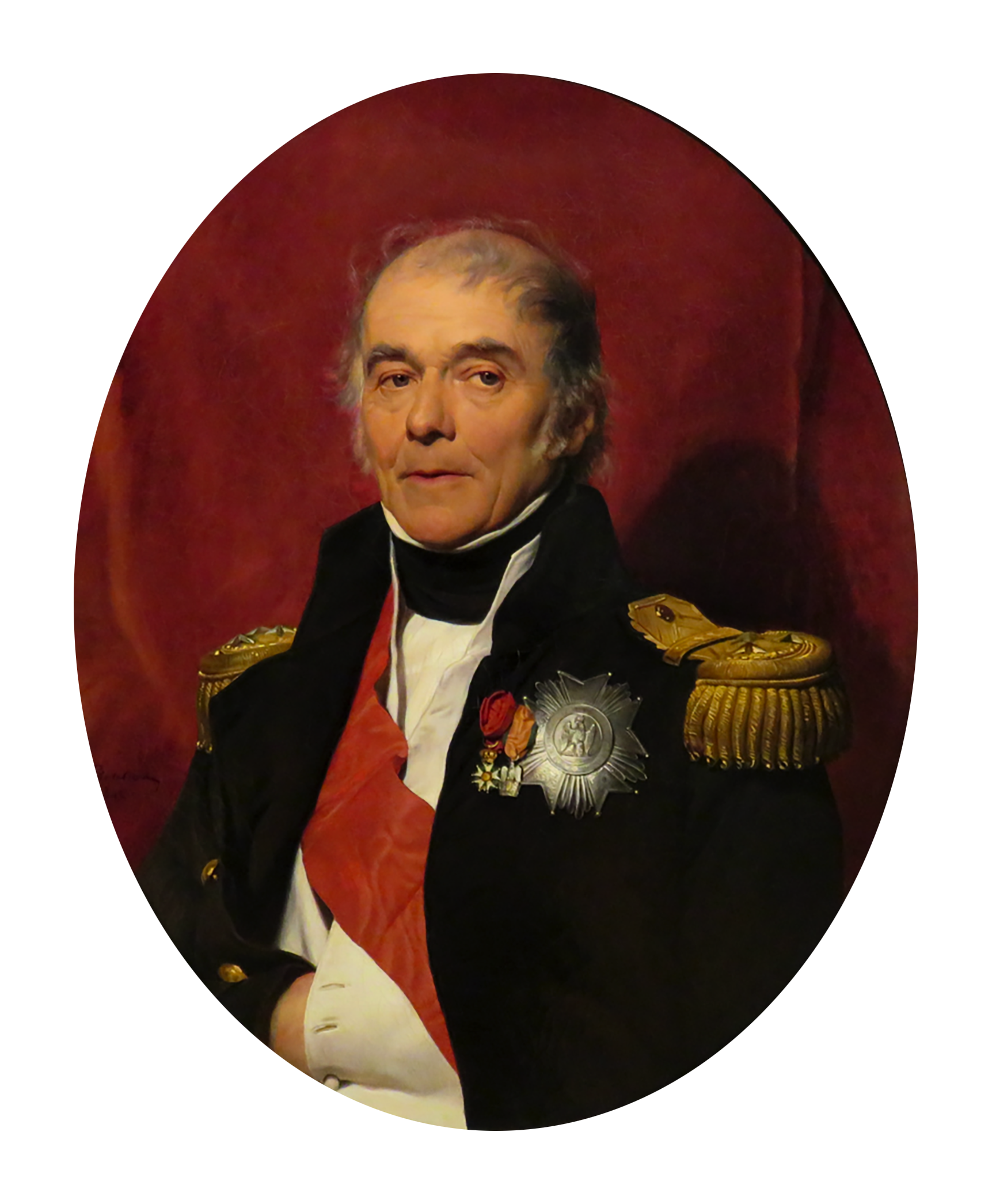

亨利·加蒂安·贝特朗伯爵（法語：Henri-Gatien Bertrand，1773年3月28日—1844年1月31日），法国将军。
出生在安德尔省沙托鲁的一个富裕的资产阶级家庭。法国大革命爆发后，他恰好从法国国立皇家军校毕业，进入军队成为志愿者。在埃及远征期间，拿破仑将他提拔为上校，后提拔为准将。奥斯特里茨战役后，成为拿破仑的侍从官。从此以后，他的一生与拿破仑紧紧绑在一起。拿破仑极为信任他，1808年封他为伯爵，1813年底又任命为宫廷大元帅。1809年，贝特朗指挥建造桥梁，使得法军得以在华格姆战役中通过多瑙河。1811年，拿破仑任命他为伊利里亚省总督，在1813年的德国战役中，他指挥第四军参加大贝伦、丹尼威兹、莱比锡三场战役。
1813年，在莱比锡战役后，归功于他的主动，法军没有被彻底毁灭。1814年，追随拿破仑来到厄尔巴岛，1815年跟随他归来。此后参加过滑铁卢战役，战败后，跟随拿破仑来到圣赫勒拿。由于在1816年被判死刑，他在拿破仑死后没有回到法国，直到路易十八后来给予特赦并恢复其军衔。1830年当选众议院议员，后来在1834年被击败。1840年他与儒安维尔亲王被派往圣赫勒拿，将拿破仑的遗体带回法国安葬。
1844年1月31日死于沙托鲁。葬于荣军院。
大仲马的小说《基督山伯爵》在开篇的章节曾提到过他。雨果小说《悲惨世界》的第二部第一章也提到了他。